# Glastonbury (Connecticut)
Glastonbury – miasto w Stanach Zjednoczonych, w stanie Connecticut, w hrabstwie Hartford.